# 秋本正
秋本 正（あきもと ただし、1912年（大正元年）8月21日 - 没年不明）は、昭和時代前期の台湾総督府官僚。陸軍司政官。

## 経歴
兵庫県揖保郡に生まれる。明石中学校、第三高等学校を経て、1933年（昭和8年）4月、東京帝国大学法学部政治学科に入学し、1935年（昭和10年）10月、高等試験行政科に合格。1936年（昭和11年）3月、同大を卒業し、台湾総督府警務局保安課に奉職する。1939年（昭和14年）7月、台南州新営郡守となり、府事務官警務局保安課勤務を経て、陸軍司政官に転出した。